# قلعة رش (إيران)
قلعة رش هي قرية في مقاطعة سردشت، إيران. عدد سكان هذه القرية هو 1,140 في سنة 2006.